# 2006年冬季奥林匹克运动会短道速滑比赛
2006年冬季奧林匹克運動會短道速滑比賽于2006年2月13日-2006年2月23日在意大利都灵帕拉维拉体育馆举行，该届比赛共设8个小项，共有来自24个代表团的106名选手参加。

## 奖牌榜
*   主办国家/地区（義大利）
| 排名                     | 国家 / 地区              | 金牌 | 銀牌 | 銅牌 | 总计 |
| ------------------------ | ------------------------ | ---- | ---- | ---- | ---- |
| 1                        |                          | 6    | 3    | 1    | 10   |
| 2                        | 中國                     | 1    | 1    | 3    | 5    |
| 3                        | 美国                     | 1    | 0    | 2    | 3    |
| 4                        | 加拿大                   | 0    | 3    | 1    | 4    |
| 5                        | 保加利亚                 | 0    | 1    | 0    | 1    |
| 6                        | 義大利*                  | 0    | 0    | 1    | 1    |
| 总计（共6个国家 / 地区） | 总计（共6个国家 / 地区） | 8    | 8    | 8    | 24   |

## 奖牌得主

### 男子
| 項目                | 金牌                                                      | 金牌        | 银牌 | 银牌     | 铜牌                                                                           | 铜牌     |
| 500米 （詳細）      | 阿波罗·大野 · 美国（USA）                                 | 41.935      | 弗朗索瓦-路易·特朗布莱 · 加拿大（CAN）                                                                    | 42.002   | 安贤洙 · 韩国（KOR）                                                           | 42.089   |
| 1000米 （詳細）     | 安贤洙 · 韩国（KOR）                                      | 1:26.739 OR | 李昊锡 · 韩国（KOR）                                                                                      | 1:26.764 | 阿波罗·大野 · 美国（USA）                                                      | 1:26.927 |
| 1500米 （詳細）     | 安贤洙 · 韩国（KOR）                                      | 2:25.341    | 李昊锡 · 韩国（KOR）                                                                                      | 2:25.600 | 李佳军 · 中国（CHN）                                                           | 2:26.005 |
| 5000米接力 （詳細） | 韩国（KOR） · 安贤洙 · 李昊锡 · 宋锡雨 · 徐昊辰 · 吴世种* | 6:43.376 OR | 加拿大（CAN） · 埃里克·贝达尔 · 弗朗索瓦-路易·特朗布莱 · 夏尔·阿默兰 · 马蒂厄·蒂尔科特 · 若纳唐·吉尔梅特* | 6:43.707 | 美国（USA） · 阿波罗·大野 · 亚历克斯·伊齐科夫斯基 · J·P·凯普卡 · 拉斯蒂·史密斯 | 6:49.990 |

* 仅参加半决赛而未参加决赛，但仍随队获得奖牌的选手。

### 女子
| 項目                | 金牌                                                      | 金牌     | 银牌                                                                                              | 银牌     | 铜牌                                                                        | 铜牌     |
| 500米 （詳細）      | 王濛 · 中国（CHN）                                        | 44.345   | 艾芙金妮亚·拉达诺娃 · 保加利亚（BUL）                                                             | 44.374   | 阿努克·勒布朗-布歇 · 加拿大（CAN）                                          | 44.759   |
| 1000米 （詳細）     | 陈善有 · 韩国（KOR）                                      | 1:32.859 | 王濛 · 中国（CHN）                                                                                | 1:33.179 | 楊揚 · 中国（CHN）                                                          | 1:33.937 |
| 1500米 （詳細）     | 陈善有 · 韩国（KOR）                                      | 2:23.494 | 崔恩景 · 韩国（KOR）                                                                              | 2:24.069 | 王濛 · 中国（CHN）                                                          | 2:24.469 |
| 3000米接力 （詳細） | 韩国（KOR） · 崔恩景 · 陈善有 · 边千思 · 全多慧 · 姜允美* | 4:17.040 | 加拿大（CAN） · 阿兰娜·克劳斯 · 阿努克·勒布朗-布歇 · 卡琳娜·罗白日 · 塔尼娅·维桑 · 阿曼达·奥弗兰* | 4:17.336 | 意大利（ITA） · 阿里安娜·丰塔纳 · 玛尔塔·卡普尔索 · 卡蒂娅·齐尼 · 玛拉·齐尼 | 4:20.030 |

* 仅参加半决赛而未参加决赛，但仍随队获得奖牌的选手。